# Micro-région de Balatonalmádi
La micro-région de Balatonalmádi (en hongrois : balatonalmádi kistérség) est une micro-région statistique hongroise rassemblant plusieurs localités autour de Balatonalmádi.